# Марке
Марке (на италиански: Marche, името се счита като множествено число: le Marche) е административен регион в Централна Италия с 1 565 335 жители, чийто административен център е град Анкона. Заема площ от 9366 км2. Граничи с регион Емилия-Романя (провинция Римини), с Република Сан Марино, с регион Тоскана (провинция Арецо), с регион Умбрия (провинция Перуджа), с регион Лацио (провинция Риети) и с Адриатическо море.

## География
Регион Марке се намира на Апенинския полуостров, в централна Италия, на западния бряг на Адриатическо море. Територията на региона е с четириъгълна форма и се намира между река Конка на север, която я разделя от регион Емилия-Романя, и река Тронто на юг, която я разделя от регион Абруцо. Апенинските планини разделят региона от западните региони, Тоскана и Умбрия.
Територията на регион Марке се състои от 69% хълмове, 31% планини и малки равнини на морския бряг.
Най-важната планинска верига, намираща се в южната част на региона, са планините Сибилини (Monti Sibillini), чийто най-висок връх е Веторе (Monte Vettore, 2.478 m.). Други върхове са:
- Порке (Monte Porche, 2.335 m.)
- Приора (Monte Priora, 2.334 m.)
- Валелунга (Monte Vallelunga, 2.221 m.)
- Сибила (Monte Sibilla, 2.175 m.)
- Бове (Monte Bove, 2.143 m.)
- Ротонда (Monte Rotonda, 2.103 m.)

Морският бряг на региона е дълъг 173 км и достатъчно праволинеен. Почти всички брегове са ниски и песъчливи. Близо до градовете Пезаро и Ансона се намират два скалисти носа: Сан Бартоло (Promontorio di San Bartolo) и Конеро (Promontorio del Conero). Този последен нос придава форма на Анконския залив (Golfo di Ancona).
Реките са с нередовно течение през годината и текат от планините на запад до морето на изток. Най-дългата река е Метауро (Metauro). Няколко града са разположни покрай реките: град Пезаро се намира на устието на река Фоля (Foglia); река Миза (Misa) минава през град Сенигалия; в град Асколи Пичено текат реки Тронто (Tronto) и Кастелано (Castellano).
230 общини (97,3 % от регионалната територия) са изложени на опасност от силни земетресения.

### Административно деление
Регионът се разделя на 5 провинции и 239 общини.
| Провинция                                                     | Площ (км²)                            | Население (души)                                  | Гъстота (души./км²)           | Общини (№)               |
| - Анкона - Асколи Пичено - Мачерата - Пезаро и Урбино - Фермо | - 1.940 - 1.228 - 2.274 - 2.564 - 859 | - 481.028 - 214.068 - 324.188 - 366.935 - 178.298 | - 247 - 174 - 116 - 143 - 207 | - 49 - 33 - 57 - 60 - 40 |
| - Общо                                                        | - 9.366                               | - 1.560.785                                       | - 166                         | - 239                    |